# Горшково (Зубцовский район)
Горшково  — деревня в Зубцовском районе Тверской области. Входит в состав Вазузского сельского поселения.

## География
Находится в южной части Тверской области на расстоянии приблизительно 16 км на юг-юго-запад от районного центра города Зубцов.

## История
Деревня была отмечена еще на карте 1825 года. В 1859 году здесь (деревня Зубцовского уезда Тверской губернии) было учтено 13 дворов, в 1941—38.

## Население
Численность населения: 114 человек (1859 год), 1 (русские 100 %) в 2002 году, 1 в 2010.